# Adidas Speedcell
Adidas Speedcell — официальный мяч Чемпионата мира по футболу среди женщин 2011 в Германии.

## Описание
Мяч Adidas Speedcell пришел на смену мячу Jabulani и положительно себя зарекомендовал — согласно заявлениям прессы и специалистов, этот мяч обладает великолепными сцепными свойствами как в дождь так, и в сухую погоду.
Согласно статье 9.16. регламента первенства России по футболу среди команд клубов футбольной национальной лиги сезона 2011—2012 годов мяч компании «ADIDAS» является официальным мячом Первенства. Все Матчи проводятся исключительно с использованием мячей компании «ADIDAS», соответствующих Правилам игры.